# MACアドバイザリー
MACアドバイザリー株式会社（マックアドバイザリー、英文名：MAC Advisory, Inc.）は、調剤薬局やドラッグストアに専門特化したM&Aアドバイザリー・仲介会社。

## 特徴
調剤薬局やドラッグストア業界に専門特化したM&Aアドバイザリー・仲介を行う他、直営で「れんげ薬局」を運営している。また、独立希望の薬剤師向けに失敗しない独立のための開局支援サイト「独立薬剤師.com」を運営している。

## 所属団体
- 社団法人 日本保険薬局協会（NPhA）正会員